# Shobhana Samarth

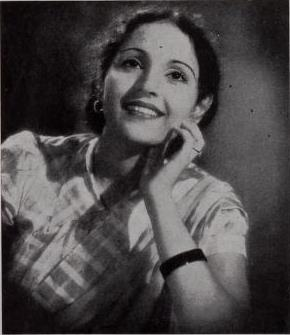
Shobhana Samarth

Shobhana Samarth (auch Shobana oder Shobhna; Marathi/Hindi: शोभना समर्थ, Śobhanā Samarth; * 17. November 1916 in Bombay; † 9. Februar 2000 in Pune, Maharashtra) war eine indische Schauspielerin des Hindi-Films.

## Leben
Über ihre Mutter, die Schauspielerin Rattan Bai, kam Shobhana Samarth mit dem Film in Berührung. Sie hatte ihr Debüt 1935 bei Kolhapur Cinetone in einem Film von Master Vinayak, der in einer Marathi- und einer Hindi-Version gedreht wurde. Von 1936 bis 1941 arbeitete sie für die Sagar Film Company in Bombay und trat häufig mit dem Schauspieler Motilal auf. In ihrem ersten Film unter der Regie von Vijay Bhatt, Bharat Milap (1942), etablierte sie ihr Leinwandimage als Sita-Darstellerin. Sie übernahm diese Rolle noch mehrmals an der Seite von Prem Adib als Ram, unter anderem in den mythologischen Filmen Ramrajya (1943) und Rambaan (1947). Ihre Darstellungen prägten die heutigen ikonografischen Abbildungen des Ramayana-Paars in Kalenderbildern, Comics, im Fernsehen, aber auch auf agitatorischen Postern der Vishva Hindu Parishad (siehe Babri-Moschee und Rama-Janmabhoomi-Tempel). Shobhana Samarth trat auch in anderen Rollen in mythologischen Filmen und Melodramen auf, die jedoch in der öffentlichen Wahrnehmung hinter ihren Sita-Darstellungen zurückbleiben. 1950 und 1960 führte sie Regie bei zwei eigenen Filmen, Hamari Beti und Chhabili.
Shobhana Samarth war mit dem Regisseur und Kameramann Kumar Sen Samarth verheiratet. Von ihren vier Kindern wurden Nutan und Tanuja ebenfalls Schauspielerinnen. Der „Familienberuf“ wird auch durch ihre Enkelinnen Kajol und Tanisha ausgeübt.
Shobhana Samarth starb an Krebs.

## Filmografie
- 1935: Vilasi Ishwar (Marathi)/Nigah-e-Nafrat (Hindi)
- 1936: Do Diwane (Hindi)/Be Kharab Jan (Gujarati)
- 1937: Kokila
- 1938: Nirala Hindustan
- 1939: Kaun Kisika
- 1939: Pati Patni
- 1939: Sadhana
- 1940: Apni Nagariya
- 1940: Saubhagya
- 1941: Darpan
- 1941: Holiday in Bombay
- 1941: Gharjavai
- 1942: Baraat
- 1942: Bharat Milap (Hindi)/Bharat Bhet (Marathi)
- 1942: Mata
- 1942: Nai Duniya
- 1942: Savera
- 1942: Shobha
- 1942: Swaminath
- 1943: Mahasati Ansuya
- 1943: Naukar
- 1943: Ramrajya
- 1943: Vijay Lakshmi
- 1944: Anban
- 1944: Insaan
- 1945: Taramati
- 1945: Nala Damayanti
- 1945: Veer Kunal
- 1945: Shri Krishnarjun Yuddha
- 1946: Urvashi
- 1947: Mallika
- 1947: Sati Toral
- 1947: Shahkar
- 1947: Veerangana
- 1948: Rambaan
- 1949: Narasinh Avatar
- 1949: Ram Vivah
- 1950: Hamari Beti (auch Regie)
- 1950: Janmashthami
- 1951: Jai Mahalakshmi
- 1951: Ram Janma
- 1954: Prisoner of Golconda
- 1955: Insaniyat
- 1959: Keechaka Vadha
- 1960: Chhabili (Regie)
- 1960: Chhalia
- 1965: Nai Umar Ki Nai Fasal
- 1967: Wahan Ke Log
- 1972: Do Chor
- 1972: Ek Baar Muskurado
- 1973: Panitheeratha Veedu
- 1980: Esthappan
- 1985: Ghar Dwaar
- 1991: Vasthuhara